# Татьянино (Московская область)
Татьянино — деревня в Волоколамском районе Московской области России. Относится к Ярополецкому сельскому поселению, до муниципальной реформы 2006 года относилась к Курьяновскому сельскому округу.

## Население
| 1852 | 1859 | 1926 | 2002 | 2006 | 2010 | 2013 |
| ---- | ---- | ---- | ---- | ---- | ---- | ---- |
| 47   | ↗53  | ↗96  | ↘0   | →0   | ↗2   | ↘1   |
| 2014 | 2015 | 2016 |      |      |      |      |
| →1   | →1   | →1   |      |      |      |      |

## Расположение
Деревня Татьянино расположена примерно в 15 км к западу от центра города Волоколамска. В 2 километрах западнее деревни находится платформа 141 км Рижского направления Московской железной дороги. Ближайшие населённые пункты — деревни Высоково и Федцово. Неподалёку от деревни Татьянино берут начало две реки — Костомка (бассейн Рузы) и Селесня (бассейн Иваньковского водохранилища). На территории зарегистрировано одно садовое товарищество.

## Исторические сведения
В «Списке населённых мест» 1862 года Татьянино — владельческая деревня 1-го стана Волоколамского уезда Московской губернии по правую сторону Московского тракта, от границы Зубцовского уезда на город Волоколамск, в 23 верстах от уездного города, при колодце, с 6 дворами и 53 жителями (27 мужчин, 26 женщин).
По данным на 1890 год входила в состав Тимошевской волости Волоколамского уезда, число душ мужского пола составляло 31 человек.
В 1913 году — 15 дворов.
По материалам Всесоюзной переписи населения 1926 года — деревня Высоковского сельсовета Бухоловской волости, проживало 96 жителей (43 мужчины, 53 женщины), насчитывалось 20 крестьянских хозяйств.
С 1929 года — населённый пункт в составе Волоколамского района Московской области.